# Eunice mutabilis
Eunice mutabilis är en ringmaskart som beskrevs av Gravier 1900. Eunice mutabilis ingår i släktet Eunice och familjen Eunicidae. Inga underarter finns listade i Catalogue of Life.